# Агнесса II (Невер)
Агнесса II (Agnès II de Nevers, Agnès II de Donzy) (ок. 1205—1225) — дама де Донзи, графиня Невера, Осера и Тоннера с 1222.
Дочь Эрве IV, барона де Донзи, и Матильды де Куртене, графини Невера.
После смерти своего брата Гильома (1207/1214) - единственная наследница родителей. От отца в 1222 г. унаследовала Сент-Эньян, Донзи, Монмирайль, Перш-Гуэ, Кон и стала считаться соправительницей матери в графствах Невер, Осер и Тоннер.
В 1215 году была помолвлена с Филиппом Французским, сыном будущего короля Людовика VIII и Бланки Кастильской. Жениху в то время было 5 лет, через 3 года он умер.
В 1221 году Агнесса II вышла замуж за Ги IV де Шатильона, графа де Сен-Поль (ум. 1226).
Дети:
- Иоланда (1222—1254), дама де Донзи с 1250, наследница графств Невер, Осер и Тоннер с 1250; муж: с ок. 30 мая 1228 Аршамбо IX де Бурбон-Дампьер (ок. 1205 — 15 января 1249), сеньор де Бурбон с 1242
- Гоше (ум. 6 апреля 1251), сеньор де Монже, де Бруани, де Донзи, де Сен-Эньян, де Труаси и де Пьеррфон, наследник графств Невер, Осер и Тоннер с 1225, граф де Мортен с 1241

Агнесса II умерла в 1225 году в 20-летнем возрасте. Её муж в следующем году погиб при осаде Авиньона, где воевал в составе армии короля Людовика VIII. Опекунами их малолетних детей стала бабка — Матильда де Куртене.